# Robert Lang (Geistlicher)

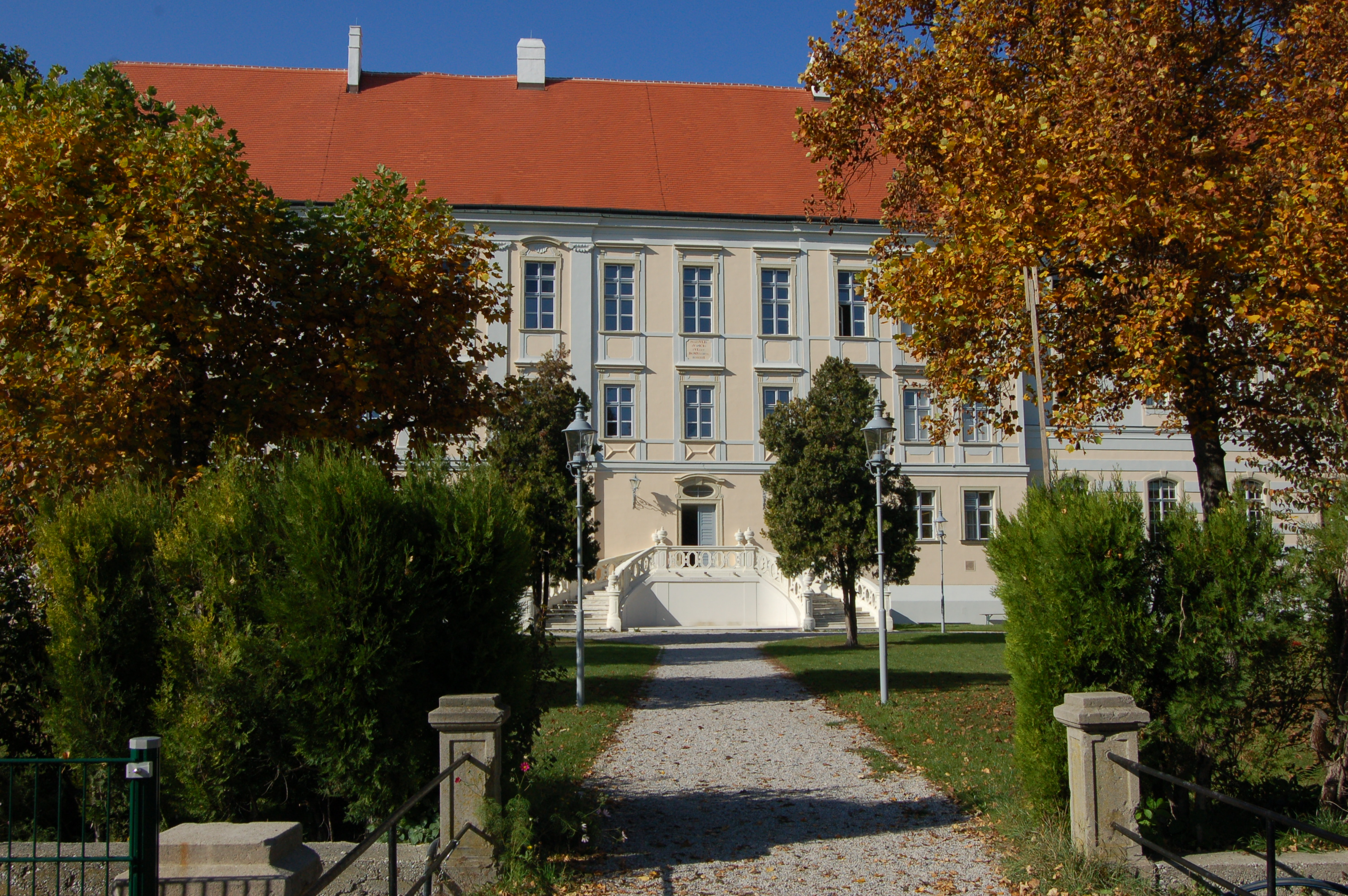
Prälaturtrakt Neukloster

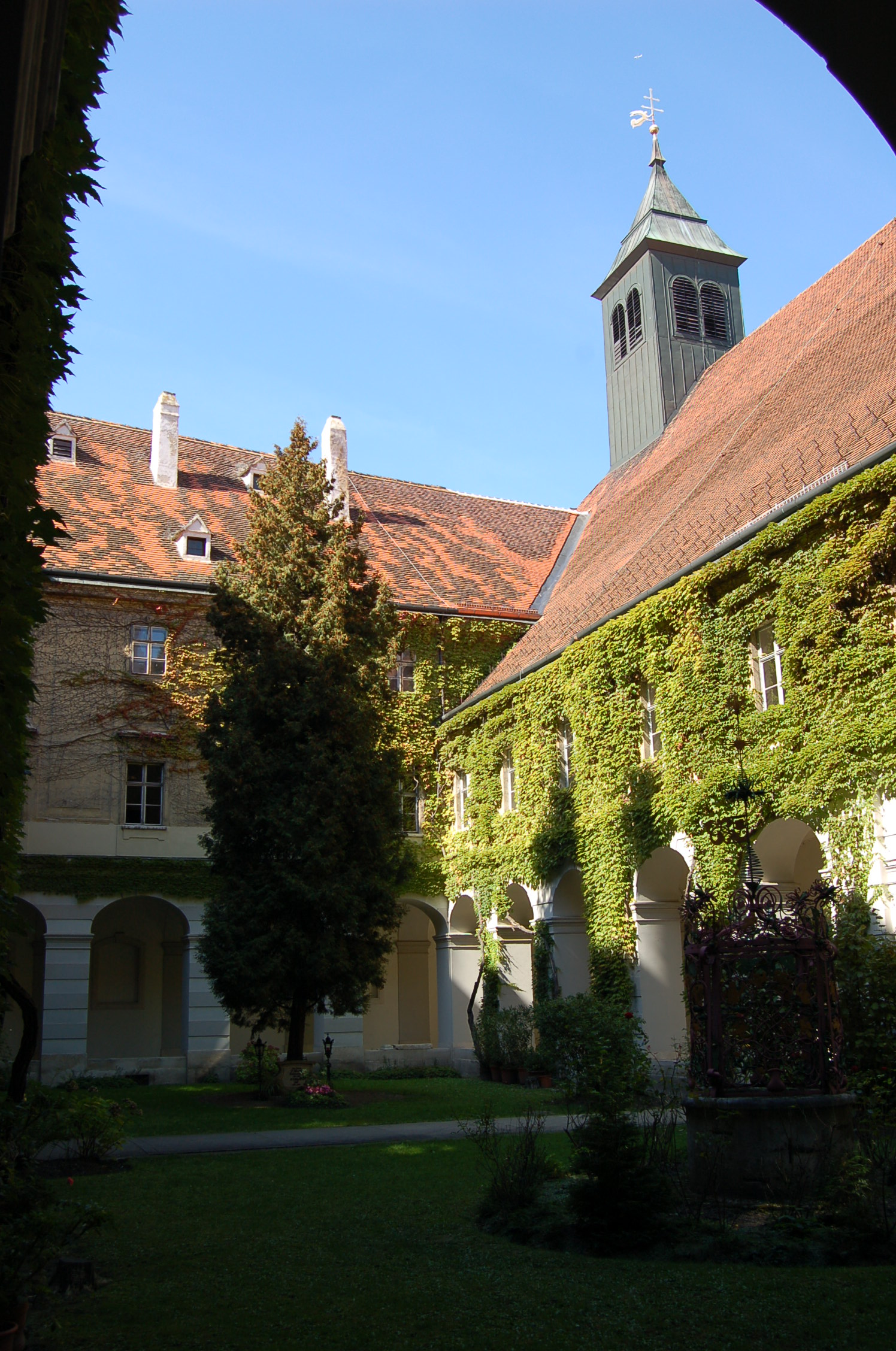
Kreuzganghof 1723/24

Robert Lang OCist (* 9. November 1656 in Kleinhöflein; † 20. Mai 1730 in St. Lorenzen am Steinfelde) war ein österreichischer Zisterzienser und von 1707 bis 1728 30. Abt von Stift Neukloster in Wiener Neustadt.

## Leben und Wirken
Robert Lang wurde am 9. November 1656 im damals zu Deutsch-Westungarn gehörenden Kleinhöflein im Burgenland geboren. 1678 legte er im Zisterzienserstift Neukloster in Wiener Neustadt die Profess ab und feierte am 4. Mai 1681 seine Primiz. Als Prior wurde er am 9. April 1701 unter dem Vorsitz des Abtes Jakob Zwigott von Stift Rein zum Abt gewählt und am 8. Mai 1701 von Generalvikar Gerhard Weixelberger vom Stift Heiligenkreuz infuliert.
Schon bald nach seinem Amtsantritt verkaufte Abt Robert am 2. Februar 1708 den bisherigen Stadthof des Klosters in Wien und erwarb stattdessen am 4. Mai den neuen Neustädter Hof. Im selben Jahr erhielt er von Kaiser Joseph I. die Bestätigung der Stiftsprivilegien. 1709 kaufte er ein Haus in Pfaffstätten zum Keltern und Lagern der Weine der Stiftsweingüter.
Robert Lang setzte den von seinem Vorgänger Alexander Standhartner um 1700 begonnenen barocken Umbau der Konventsgebäude fort. 1709 ließ er den Klostertrakt für die Bibliothek und das Vestiarium neu errichten und 1712 die Räume der Geistlichen wölben. 1723/24 ließ Abt Robert das schlossartige Prälaturgebäude im nordöstlichen Teil des Klosters errichten, das sein Nachfolger Benedikt Hell um 1730 vollendete.
1728 resignierte Abt Robert 72-jährig und zog sich zunächst auf den zum Stift gehörenden Strelzhof zurück, später übersiedelte er in den Pfarrhof von St. Lorenzen, wo er am 20. Mai 1730 starb und in der Pfarrkirche bestattet wurde. 1736 wurden seine Gebeine nach Neukloster überführt.